# The Amboy Dukes
The Amboy Dukes waren eine amerikanische Rockband aus Detroit, Michigan, die in den späten 1960er und frühen 1970er Jahren einige Erfolge zu verzeichnen hatte. Ihr größter Hit war Journey to the Center of the Mind (1968).

## Bandgeschichte
Der Name der Band wurde der fiktiven Straßengang (siehe Amboy Dukes (Bande)) entlehnt, die in dem gleichnamigen Roman von Irving Shulman nach einer Straße in Brooklyn, New York, benannt wurde. Der ursprüngliche Kern der Band bestand aus John Drake (Gesang), Steve Farmer (Rhythmusgitarre) und Ted Nugent (Leadgitarre); die übrige Besetzung wechselte oft. 1969 wurde Rusty Day der neue Sänger.
Das Debütalbum erschien 1967 bei Bob Shads Label „Mainstream“; das Album Journey to the Center of the Mind (1968) war das erfolgreichste der Band. Die gleichnamige Single erreichte Platz 16 der US-Charts. Album und Single waren typische Beispiele des Acid Rock; das Albumcover zeigte 50 verschiedene Gerätschaften zum Rauchen von Marihuana.
Die folgenden Longplayer konnten den Erfolg nicht wiederholen. Nach einigen Alben unter dem Namen „Ted Nugent & the Amboy Dukes“ löste sich die Gruppe schließlich Mitte der 1970er Jahre auf und Ted Nugent begann eine Solokarriere.

## Diskografie

### Alben
- 1967: The Amboy Dukes
- 1968: Journey to the Center of the Mind
- 1969: Migration
- 1970: Marriage on the Rocks – Rock Bottom (feat. Ted Nugent)
- 1971: Survival of the Fittest – Live (feat. Ted Nugent)
- 1973: Call of the Wild (feat. Ted Nugent)
- 1974: Tooth, Fang & Claw (als Ted Nugent’s Amboy Dukes)

### Kompilationen
- 1969: The Best of the Original Amboy Dukes
- 1973: Journeys and Migrations
- 1974: Dr. Slingshot
- 1976: Ted Nugent and the Amboy Dukes (mit Ted Nugent)
- 1983: Journeys (mit Ted Nugent)
- 1987: The Ultimate Collection (mit Ted Nugent)
- 1999: Loaded for Bear: The Best of Ted Nugent & the Amboy Dukes (mit Ted Nugent)
- 2001: Amboy Dukes

### Singles
- 1968: Baby Please Don’t Go
- 1968: Journey to the Center of the Mind
- 1968: You Talk Sunshine, I Breathe Fire
- 1969: Good Natured Emma
- 1969: For His Namesake
- 1974: Sweet Revenge (mit Ted Nugent)
- 1974: Free Flight (mit Ted Nugent)